# Angel and the Badman
Angel and the Badman is een western uit 1947 in de hoofdrollen John Wayne en Gail Russell. De film bevindt zich in het publiek domein.

## Verhaal
Wanneer crimineel Quirt Evans (Wayne) het mooie Amish-meisje Penelope Worth (Russell) ontmoet besluit hij zijn criminele leefstijl stop te zetten en met haar een rustig leven op de boerderij op te bouwen. Maar al snel haalt het verleden Evans weer in.

## Rolverdeling
| Acteur          | Personage                  |
| --------------- | -------------------------- |
| John Wayne      | Quirt Evans                |
| Gail Russell    | Penelope Worth             |
| Harry Carey     | Marshal Wistful McClintock |
| Bruce Cabot     | Laredo Stevens             |
| Irene Rich      | Mrs. Worth                 |
| Lee Dixon       | Randy McCall               |
| Stephen Grant   | Johnny Worth               |
| Tom Powers      | Dr. Mangram                |
| Paul Hurst      | Frederick Carson           |
| Olin Howland    | telegraaf Bradley          |
| John Halloran   | Thomas Worth               |
| Joan Barton     | Lila Neal                  |
| Craig Woods     | Ward Withers               |
| Marshall Reed   | Nelson                     |
| Paul Fix        | Mouse Marr                 |
| Hank Worden     | Townsman                   |
| Louis Faust     | Hondo Jeffries             |
| Symona Boniface | Dance Hall Madam           |